# Pistol Md. 1998
Pistolul Model 1998, denumit și „Dracula”, este o armă individuală automată fabricată de Uzina Mecanică Sadu. Pistolul de calibrul 9mm Makarov a fost dezvoltat de uzină împreună cu Brigada Antitero București, fiind în dotarea acesteia. Pistolul Dracula poate executa foc atât semiautomat, cât și automat.